# Glenoleon dannyae
Glenoleon dannyae är en insektsart som beskrevs av Tim R. New 1985. Glenoleon dannyae ingår i släktet Glenoleon och familjen myrlejonsländor. Inga underarter finns listade i Catalogue of Life.